# Centrage
Le centrage est l'action de placer dans l'espace le centre géométrique ou le centre de gravité d'un corps.

## Centrage mécanique
Le centrage mécanique d'un matériel sur son support est le placement univoque du point concerné sur le plan de pose en liant les déplacements dans le plan (donc en générant deux contraintes cinématiques). Le placement complet d'un solide pourra se faire par 3 appuis, un centrage et un locating (également appelé centreur, simbleau ou cimblot) — soit six contraintes cinématiques.

## Centrage inertiel

Rotation avec balourd.

Le centrage inertiel désigne le placement du centre d'inertie d'un objet en rapport à des considérations d'équilibre statique et dynamique. Le terme provient de la notion d'équilibrage statique de pièces tournantes, pour lesquelles on souhaite que leur centre d'inertie soit situé sur l'axe de rotation. Cet axe de rotation peut se confondre avec le centre géométrique pour un corps de révolution (disque, volant, arbre cylindrique, roue). L'écart par rapport à l'axe est appelé décentrage et l'effet provoqué est appelé balourd.

## Centrage du centre de gravité
Le centrage concerne le placement du centre de gravité d'un véhicule en rapport à des considérations d'équilibre statique ou dynamique (corps en mouvement dans un fluide).

### Pour un avion

L'équilibre du vol pour un avion.

Pour un avion, le centrage participe à l'équilibre des forces et des moments agissant sur l'avion (force de gravité, force propulsive, forces aérodynamiques de portance et de traînée) dans toutes les phases de vol. Le centre de gravité est situé généralement à proximité (légèrement en avant) du centre de portance de la voilure afin de minimiser les moments aérodynamiques stabilisants nécessaires à l'équilibre et par conséquent la traînée aérodynamique et la consommation en carburant. On ajuste l'équilibre avec des compensateurs (en anglais trim) agissant sur les gouvernes.
La plage de centrage d'un avion est généralement ramenée à un pourcentage de la longueur de la corde moyenne (surface portante divisée par l'envergure). Pour un avion léger, une plage typique va de 18 à 32 % de la corde, soit une vingtaine de centimètres pour une corde moyenne de 1,40 m. La valeur moyenne du centrage est autour de 25 % de la corde. Sur certains avions à ailes delta comme le Concorde, la position de la résultante de portance varie avec la vitesse entre le subsonique et le supersonique : l'ajustement du centre de gravité se fait en déplaçant du carburant vers des réservoirs placés en avant et en arrière du centre de gravité.

### Pour un hélicoptère

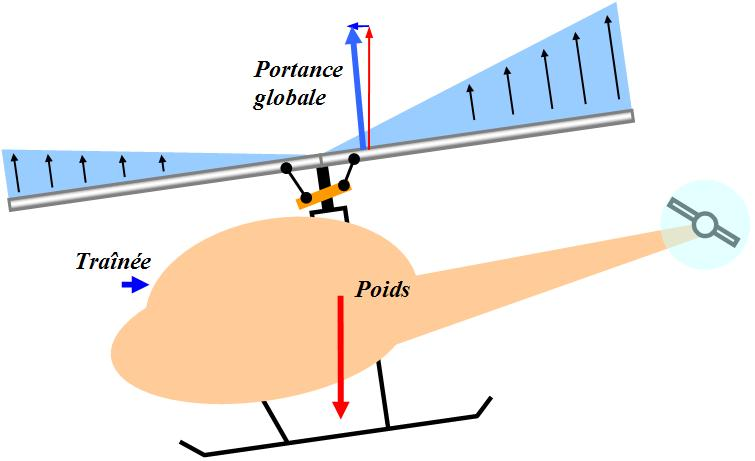
Le centre de gravité se situe près de la ligne d'action de la force de portance.

Pour un hélicoptère, le centre de gravité se situe près de la ligne d'action de la force de portance exercée par le rotor principal. 
Le décentrage latéral maximum détermine par exemple la position d'un éventuel treuil de levage situé au-dessus d'une porte (hélitreuillage).

### Pour un navire

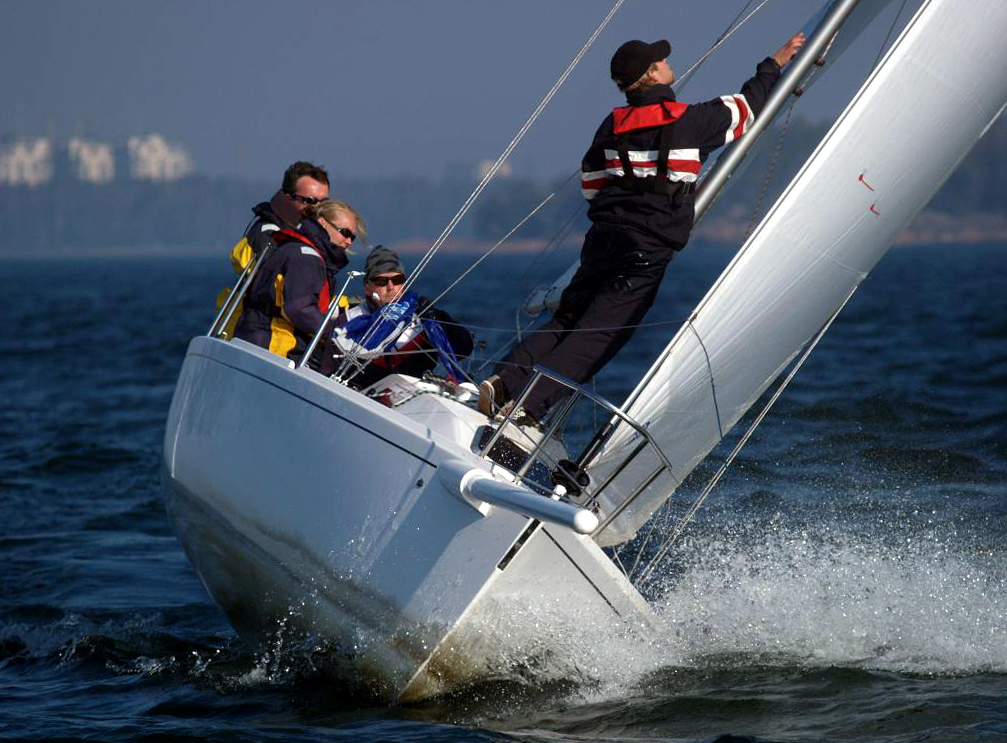
Le centre de gravité peut être déporté latéralement « au vent » (du côté d'où vient le vent) par déplacement de l'équipage.

Pour un voilier le centrage correct (le bateau est dit « dans ses lignes ») est obtenu quand le centre de gravité est à peu près à la verticale du centre de volume de la carène. Le centrage longitudinal d'un voilier n'est pas critique comme celui d'un avion. 
Le centre de gravité peut être déporté latéralement « au vent » (du côté d'où vient le vent) par déplacement de l'équipage et/ou par des masses mobiles (par exemple un ballast rempli d'eau) pour diminuer la gîte (inclinaison latérale) due au vent.